# Santa Rosalía de Gavia
Santa Rosalía de Gavia är en ort i Mexiko.   Den ligger i kommunen Romita och delstaten Guanajuato, i den centrala delen av landet, 300 km nordväst om huvudstaden Mexico City. Santa Rosalía de Gavia ligger 1 769 meter över havet och antalet invånare är 524.
Terrängen runt Santa Rosalía de Gavia är en högslätt. Runt Santa Rosalía de Gavia är det ganska tätbefolkat, med 116 invånare per kvadratkilometer. Närmaste större samhälle är Romita, 14,1 km öster om Santa Rosalía de Gavia. Trakten runt Santa Rosalía de Gavia består till största delen av jordbruksmark.